# UA-Football
UA-Football (ukr. UA-Футбол) – ukraińska gazeta internetowa, założona 12 lipca 2002 roku. Materiały na stronie publikowane są równolegle w języku ukraińskim i rosyjskim. Podstawowa tematyka to wiadomości piłkarskie. Na portalu znajduje się stale aktualizowany pasek informacyjny, archiwum publikacji, blogi piłkarzy, dziennikarzy i sportowców. Serwis był notowany w rankingu Alexa na miejscu 21 171.

## Historia
Projekt został założony 12 lipca 2002. Od tamtej pory, UA-Football rozwijał się, stopniowo zyskując coraz więcej fanów. Przez ponad 10 lat piłki nożnej został jednym z wiodących serwisów sportowych internetowych na Ukrainie i wyróżnia się doskonałą reputacją wśród czytelników i funkcjonariuszy piłkarskich na Ukrainie. Z biegiem lat UA-Football stał się jednym z najbardziej cenionych i poczytnych zasobów piłkarskich nie tylko na Ukrainie, ale także w innych krajach. Celem projektu – operacyjne i najbardziej obiektywne relacje ze wszystkich najważniejszych wydarzeń z życia piłkarskiego Ukrainy i świata. Dzięki rozległej sieci korespondentów czytelnicy UA-Football najszybciej otrzymują wiarygodne wiadomości z całej Ukrainy.
Na stronie internetowej publikowane są również największe europejskie turnieje krajowe i kontynentalne, jak i międzynarodowe na całym świecie. Oprócz prezentacji nowości, UA-Football zapewnia dyskusje na forum; konferencje z administracją strony, krajowego specjalisty sędziowania, byłego administratora FFU i inne. Są publikowane blogi redaktorów, wśród których są tacy specjaliści piłkarskie jak Wiktor Łeonenko, Serhij Storożenko, Sefer Alibajew, Anderson Ribeiro, Serhij Nazarenko, Maksim Shatskix i wiele innych. Na stronie znajdują się również szeroki wybór statystycznych i historycznych artykułów i projektów specjalnych.
UA-Football sponsorowana również przez Profesjonalną Piłkarską Ligę Ukrainy jako oficjalny nadawca internetowy.
W 2009 roku projekt dołączył do dynamicznie rozwijającego się holdingu Open Media Group.

## Nagroda miesiąca UA-Football
Co miesiąc portal wybiera najlepszego piłkarza miesiąca na podstawie głosowania czytelników, redaktorów i ekspertów piłkarskich. Pierwsze wyniki zostały opublikowane w dniu 4 kwietnia 2013 roku. Nagroda powstała niemal równocześnie z podobną nagrodą, która została wprowadzona przez innego ukraińskiego piłkarskiego portalu internetowego „Football” i ukraińskiego tygodnika „Piłka Nożna” w marcu 2013 roku.